# Wilsche
Wilsche ist ein dörflicher Ortsteil im Nordwesten der Stadt Gifhorn im niedersächsischen Landkreis Gifhorn.

## Geographie
Das Gebiet des Ortsteils Wilsche erstreckt sich im Nordwesten von Gifhorn im Übergangsbereich zur Heide. Umgeben wird Wilsche von Wald (Ringelaher Forst), Heide, Wiesen und aus der Eiszeit stammenden Moränen (Grund-/Endmoränen). Die Landschaft wird weitgehend durch ein Naturschutzgebiet bestimmt. Nach Osten hin geht es in ein leicht welliges Hügelland über, nach Süden in das Aller-Urstromtal.

### Nachbarorte
Wilsche grenzt im Uhrzeigersinn an die Feldmarken folgender Ortschaften: Nordwestlich Hahnenhorn, nördlich Ummern, östlich Gamsen und Kästorf, südlich Neubokel sowie westlich Ettenbüttel (mit Gilde und Bokelberge), Müden (Aller) und Dieckhorst.

## Geschichte

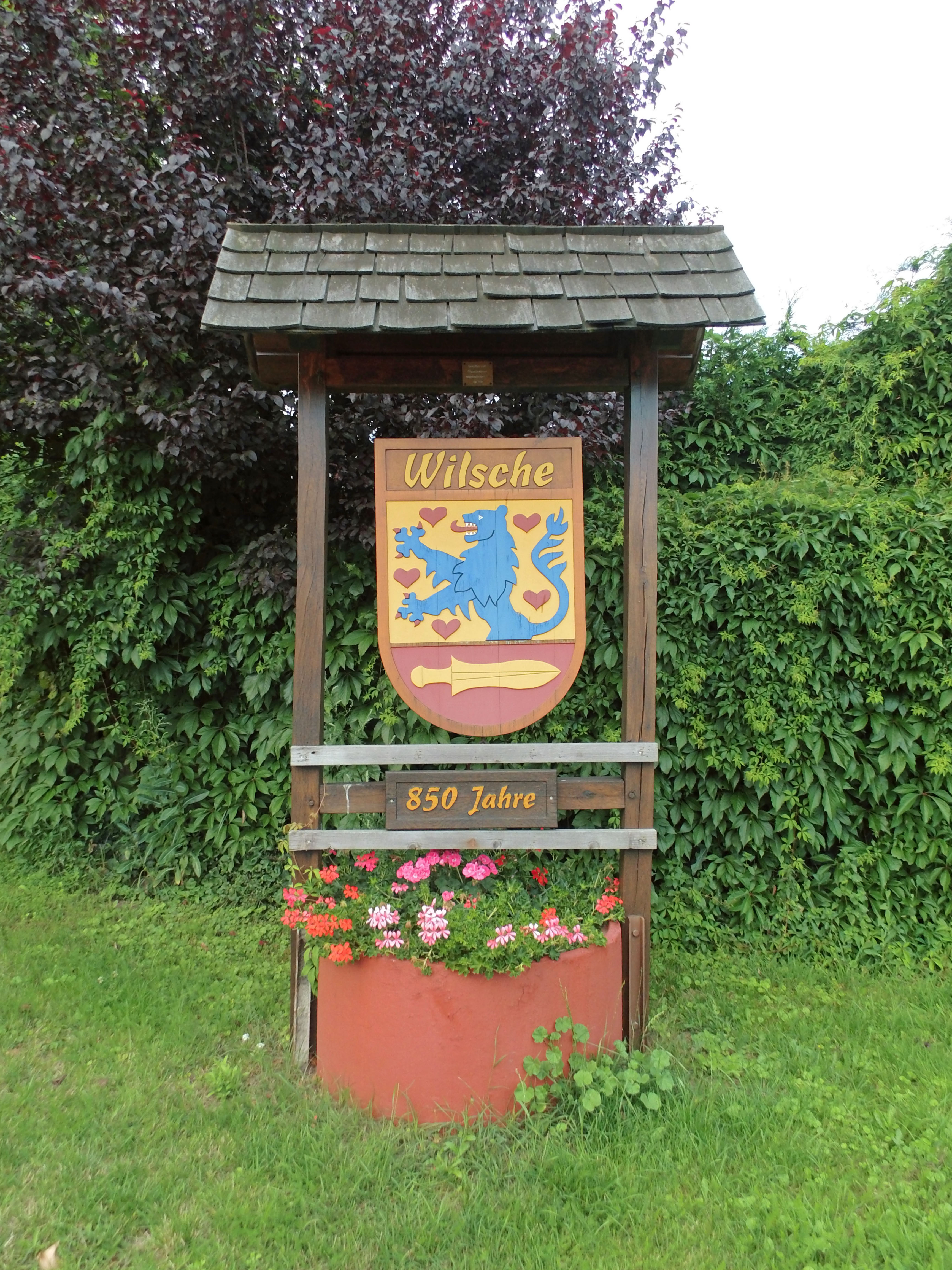
Schild am Ortseingang, 850 Jahre Wilsche

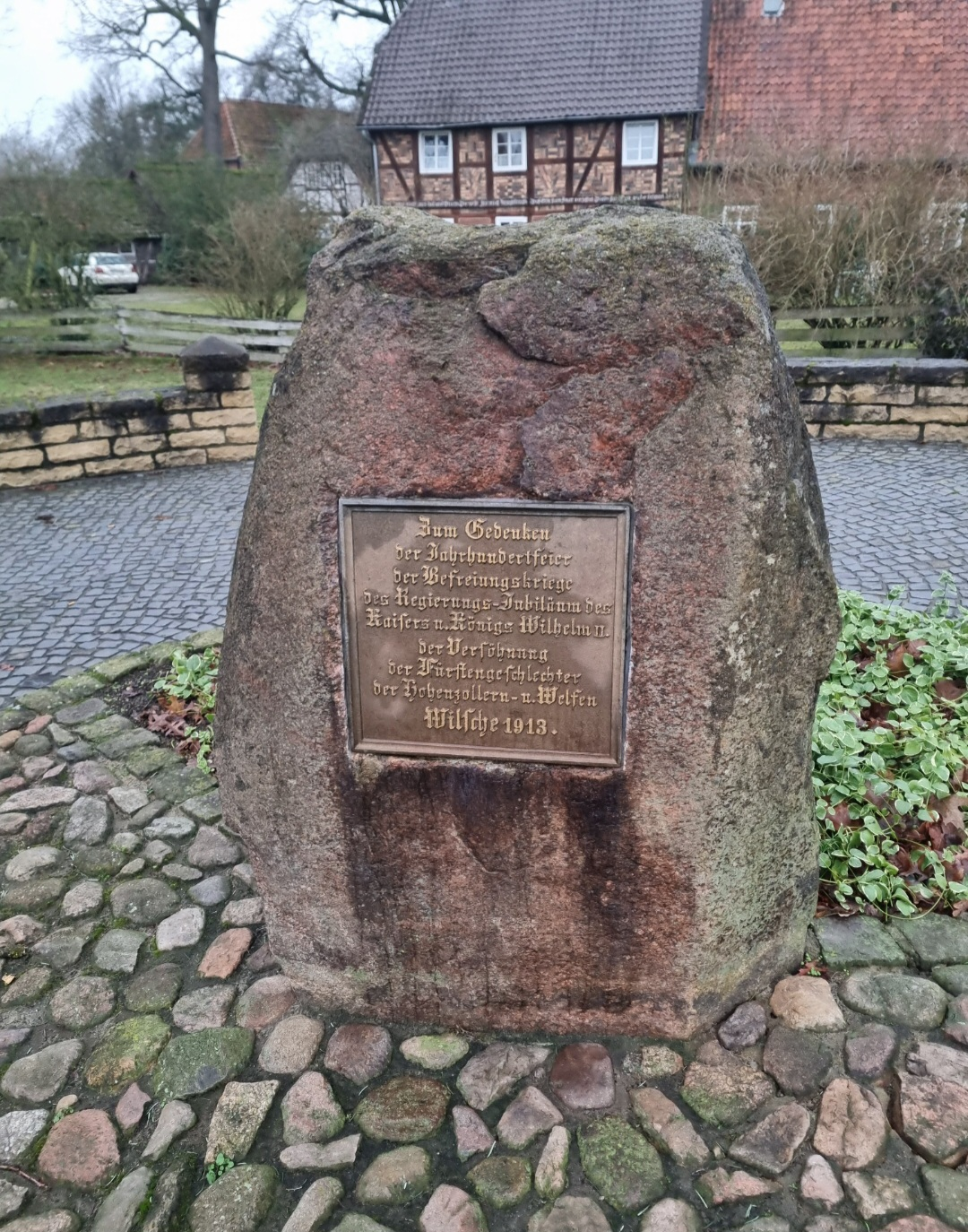
Gedenkstein zum Regierungsjubiläum von Kaiser Wilhelm II.

### Erste urkundliche Erwähnung
Von Wilsche wird 1152 in einer Urkunde des Bischofs Bernhard von Hildesheim berichtet. Liemar, ein Ministerialer Heinrichs des Löwen, schenkt darin unter Zustimmung seiner Erben den von ihm gegründeten Ort Bokel der Hauptkirche in Hildesheim. Zum Unterhalt des von ihm geplanten Klosters Bokel werden die Orte Wilshete (Wilsche), Ketelingen und Kästorf der Kirche geschenkt.

### Wüstung
In der Wüstungszeit zwischen 1300 und 1400 verschwanden viele Orte wie z. B. Ketelingen. Mit dem Ausdruck „Wüstung“ beschreibt man das Aufgeben oder Verlassen ganzer Orte. Ob Ketelingen oder Wilsche seinen Siedlungsplatz aufgegeben hat, ist unklar. Von Ketelingen ist nie wieder die Rede. Nur die Flurnamen wie Kettelfeld und Kettelberg erinnern daran.

### Entwicklung
Die Menschen lebten in Häusern, die aus Rundholz in Blockbauweise oder aus Pfählen in Fachwerkbauweise errichtet waren. Die Wände der Fachwerkhäuser wurden mit Geflecht und Lehm ausgefüllt. Menschen und Tiere lebten zusammen unter einem Dach. Die Häuser waren mit Stroh oder Schilf gedeckt. Begünstigend wirkten sich die leicht zu bearbeitenden Sandböden und die Nähe zur Allerniederung aus.

### Ernährung und Arbeit
Neben Fischfang in der Aller wurde im geringen Umfang auch schon Ackerbau betrieben. Auch die uns heute bekannten Nutztiere wurden damals schon gehalten, wobei wahrscheinlich die Schafhaltung bevorzugte Bedeutung einnahm. Die ersten Wiesen, besonders von den Ketelingern, entstanden durch Abholzung und Trockenlegung im Bereich des Auwalds in der Allerniederung.

### Erster Weltkrieg
Achtzehn Wilscher Bürger verloren in diesem Krieg von 1914 bis 1918 ihr Leben. Nach Kriegsende folgten wirtschaftlich schwierige Jahre. 1921 wurde Wilsche elektrifiziert.
Konrad Beste nahm als Soldat am Ersten Weltkrieg teil und arbeitete nach seiner Rückkehr als freier Schriftsteller. Neben Lyrik, Erzählungen und Hörspielen schrieb er vor allem Romane. Der 1932 in Wilsche geschaffene Heimatroman „Das heidnische Dorf“, in dem Wilsche sich in „Kleindahle“ widerspiegelt, wurde von Literaturkritikern als das bedeutendste Werk Konrad Bestes bezeichnet. Er erhielt für diesen Roman den Lessing-Preis der Freien und Hansestadt Hamburg.

### Zeit des Nationalsozialismus
Nach der Machtübernahme des NS-Regimes endete der wirtschaftliche Aufschwung.
Die Säle der beiden Wilscher Gaststätten dienten zur Unterbringung einer Lehrwerkstatt des Fliegerhorst (Blindflugschule) in der Gemeinde Wesendorf. Vor dem Ringelah befand sich ein Scheinflughafen. Im April 1945 wurde Wilsche von amerikanischen Soldaten eingenommen. Zu dieser Zeit befanden sich 300 russische Soldaten in Wilsche. Sie waren in den Sälen der Gaststätten untergebracht und wurden von der Gemeinde Wilsche in der Gemeinschaftsküche der Lehrwerkstatt verpflegt.
In diesem Krieg ließen 26 Wilscher Bürger ihr Leben und 19 wurden als vermisst gemeldet.

### Nachkriegszeit mit wirtschaftlichem Aufschwung
Nach dem Krieg nahm Wilsche viele Vertriebene und ausgebombte Familien auf. Die Einwohnerzahl stieg dadurch stark an. Das Vereinsleben wurde durch die Neugründungen von Sportverein, Schützenverein, Freiwillige Feuerwehr, Reichsbund usw. wesentlich belebt und gefestigt. In diesem Zeitraum wurde der allgemeine Lebensunterhalt vornehmlich in der Landwirtschaft erarbeitet. Der beginnende wirtschaftliche Aufschwung schaffte in der Folgezeit mehr Arbeitsplätze in Handwerk und Industrie. Die Zahl der landwirtschaftlichen Betriebe nahm bis 1971 von 78 auf 26 ab.

## Heutige Verwaltungseinheit

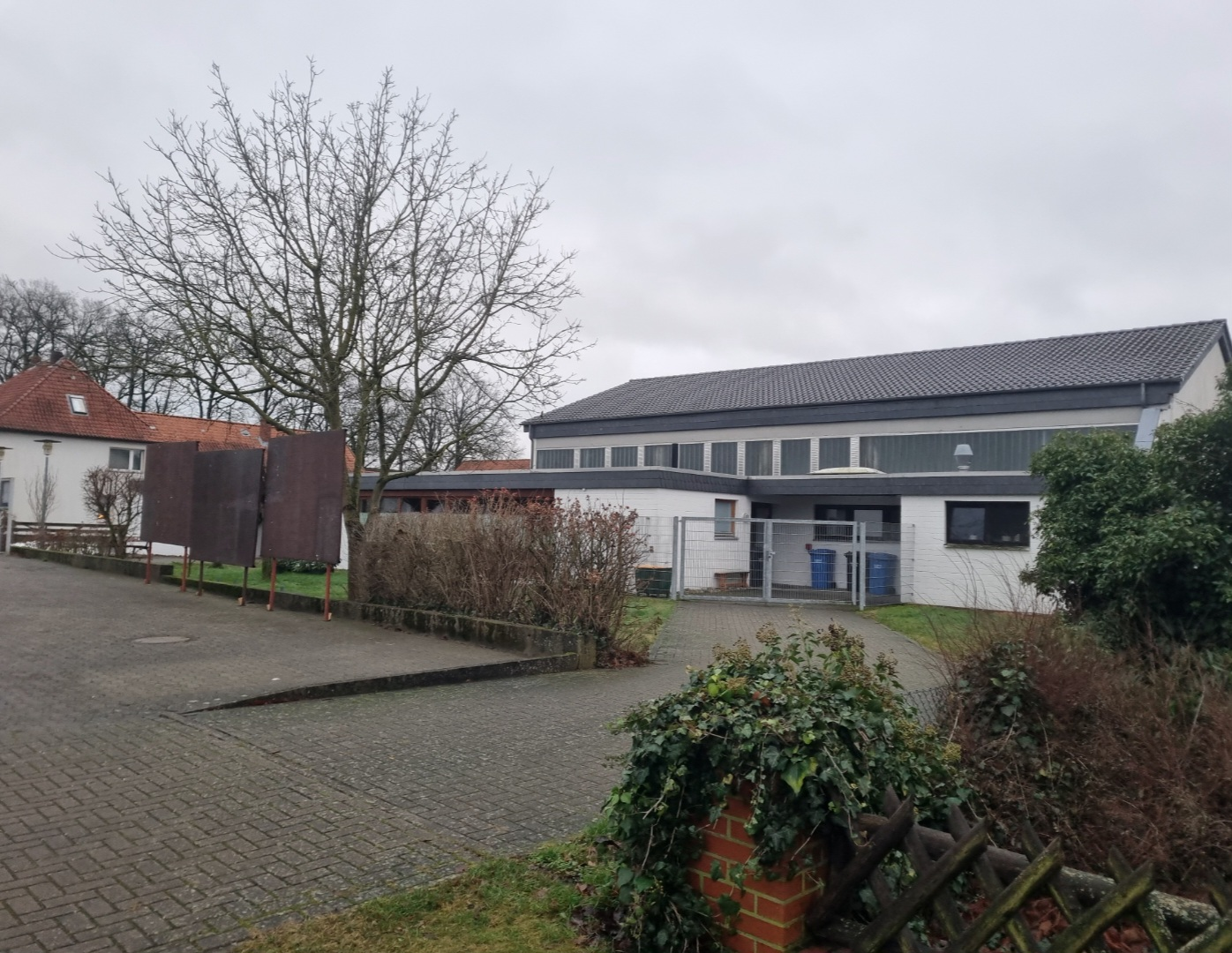
Dorfgemeinschaftshaus in Wilsche

Wilsche war eine Gemeinde, die im Zuge der niedersächsischen Gebietsreform zusammen mit den ehemals selbständigen Gemeinden Kästorf, Gamsen, Neubokel und Winkel in die Kreisstadt Gifhorn eingegliedert wurde.

### Einwohnerentwicklung
- 1802: 0174
- 1848: 0245
- 1939: 0411
- 1950: 0722, davon 325 Vertriebene
- 1961: 0827[2]
- 1970: 1116[2]
- 1971: 1170
- 2005: 1854
- 2006: 1859
- 2007: 1886
- 2010: 1907
- 2011: 1899
- 2012: 1871

## Politik
Der Ortsrat besteht aus sieben Personen mit einem Ortsbürgermeister an der Spitze. Dieses Gremium beschließt beziehungsweise ist zu wichtigen die Ortschaft betreffenden Angelegenheiten zu hören. Die endgültige Entscheidung über eine Maßnahme obliegt jedoch dem Rat der Stadt. Die CDU dominiert den Ortsrat seit der Kommunalwahl 1996 mit absoluter Mehrheit.
Bei der Kommunalwahl 2021 ergab sich folgende Sitzverteilung:
| Ortsrat 2021Insgesamt 7 Sitze - SPD: 2 - Grüne: 1 - CDU: 4 |

## Verkehr

### Einbindung ins Straßennetz
Der Ort ist über drei Straßenanbindungen zu erreichen.
- Von der südöstlich gelegenen Kernstadt von Gifhorn gibt es über das Hohe Feld eine direkte Anbindung an Wilsche. Beiderseits dieser Strecke liegt der Golfplatz „Golf-Club Gifhorn“.
- Aus dem östlich gelegenen Gamsen gelangt man über die K33/1 nach Wilsche.
- Im Süden führt die K34 von der B 188 über Neubokel zum Ort.

Darüber hinaus bestehen diverse teils nicht-asphaltierte Feldwege, über die man mindestens per Rad nach Wilsche gelangen kann.
- Vom Nordosten aus gelangt man von der B 4 bei der Ortschaft Wagenhoff über den Krümmeweg nach Wilsche. Er passiert ein Naherholungsgebiet, das um renaturierte Baggerseen entstanden ist, und einen Flugplatz für Segel- und kleinere Motorflugzeuge. Dieser Weg ist teilweise Feldweg.
- Der Ringelaher Weg führt im Norden des Ortes durch den Ringelaher Forst nach Ummern. Diese Strecke ist im Forst für den Kraftfahrzeugverkehr nicht freigegeben.
- Im Nordwesten führt die alte Poststraße nach Hahnenhorn. Auch dieser Weg ist im Ringelaher Forst für den Kraftfahrzeugverkehr nicht freigegeben.
- Im Südwesten führt der Dieckhorster Weg über Bokelberge nach Müden-Dieckhorst. Dieser Weg ist teilweise nur für Waldfahrzeuge zugelassen.

### Ehemalige Bahnverbindung

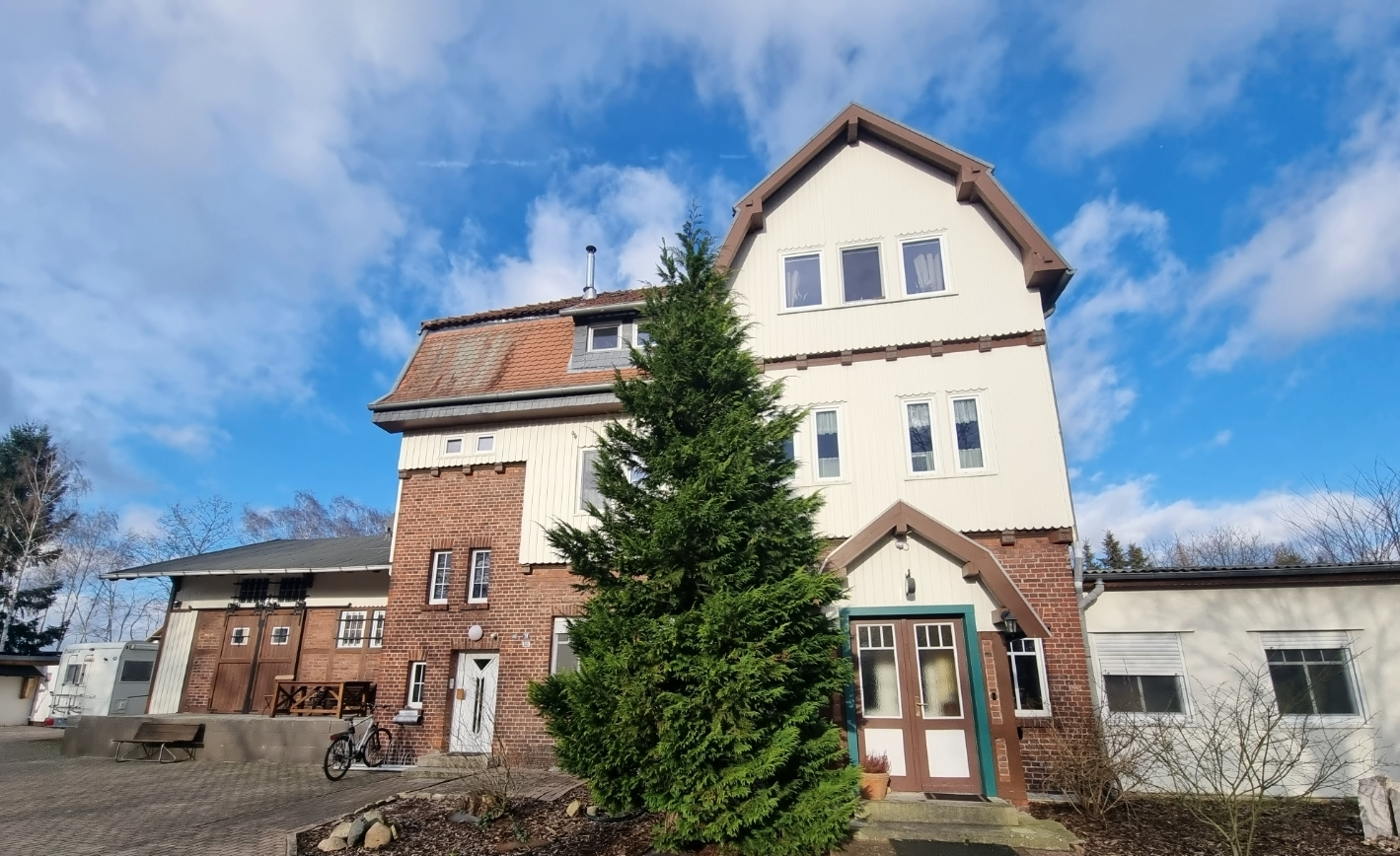
Bahnhof Wilsche

Von 1913 bis 1981 war Wilsche über die Allertalbahn an das Schienennetz angebunden und hatte einen eigenen Bahnhof. Die Strecke verband Gifhorn mit Verden (Aller) über Celle und Schwarmstedt. Ab 1966 war sie nur noch von Gifhorn bis Celle befahren.
In der Zeit des Zweiten Weltkriegs und bis in die 1950er Jahre wurde der Fliegerhorst Wesendorf über einen Bahnanschluss von Wilsche aus versorgt. Das Gleis zweigte aus Richtung Celle beim Bahnhof Wilsche ab und führte parallel zu einem Feldweg Richtung Wesendorf, wo es in das Gelände des Fliegerhorsts mit seinem kleinen Bahnhof mündete. Das Gleis wurde in den 1970er Jahren abgebaut.

### Flugplatz
Auf dem Gebiet Wilsches befindet sich der Flugplatz Wilsche, ein Sonderlandeplatz, der vom Luftsportverein Gifhorn hauptsächlich für den Segel- und Modellflug genutzt wird.

## Regelmäßige Veranstaltungen
Zur Gemeinschaftspflege der Gifhorner Ortsteile Gamsen, Kästorf, Neubokel und Wilsche wird im alljährlichen Wechsel ein Vier-Dörfer-Treffen durchgeführt. Die Senioren der Ortschaften Neubokel und Wilsche veranstalten jedes Jahr im Wechsel ein Zwei-Dörfer-Treffen. Der Ortsrat lädt die Senioren jährlich zur Weihnachtsfeier und einer Tagesfahrt ein.
In jedem Jahr findet statt:
- am ersten Samstag im Februar der Majestätenball
- nach dem Pfingstwochenende das traditionelle Schützenfest
- am ersten Samstag im November der Feuerwehrball

## Töchter und Söhne
- Johann Wilhelm „Runkeli“ Trollmann  wurde am 27. Dezember 1907 in Wilsche geboren. Er war ein deutscher Boxer. 2023 wurde in Wilsche ein Weg nach ihm benannt.[7]